# Tram SPF serie 1-9
Le elettromotrici serie 1 a 9 della Società Anonima delle Piccole Ferrovie di Trieste (SPF) erano una serie di vetture tranviarie bidirezionali a due assi, costruite per l'esercizio della tranvia di Opicina.

## Storia
Nel 1902, in occasione dell'apertura della tranvia di Opicina, la Grazer Waggonfabrik fornì cinque vetture tranviarie a due assi, numerate da 1 a 5; di queste, le vetture 3, 4 e 5 erano a cassa aperta per uso turistico ("giardiniere"), ma vennero chiuse poco tempo dopo. Le vetture furono dotate di una ruota dentata di frenatura, che nelle tratte più acclivi andava ad agire su una cremagliera.
In seguito all'aumento del traffico, negli anni successivi vennero costruite altre quattro unità, numerate da 6 a 9.
Le elettromotrici vennero ritirate dal servizio nel 1935, sostituite da vetture a carrelli più capienti; le unità 1, 5 e 6 vennero trasformate in vetture di servizio, le 3, 4 e 8 adibite ai servizi merci, e le 2 e 7 demolite.
Nel 1970 le due vetture sopravvissute (la 1 e la 6) vennero rinumerate 111 e 112, e nel 1974 divennero 411 e 412, continuando ad essere utilizzate come mezzi di servizio. Vennero entrambe restaurate in occasione del 90º anniversario della linea, nel 1992: la n. 1, riportata allo stato degli anni trenta, viene utilizzata per viaggi rievocativi; la n. 6, riportata allo stato d'origine, è conservata al Museo ferroviario di Trieste Campo Marzio.